# 漢彌爾頓鐘錶公司
漢米爾頓鐘錶公司（香港前稱咸美頓）是1892年成立於美國賓夕法尼亞州的蘭卡斯特的一間手錶製造公司，目前總部設在瑞士比爾，由收購蘭卡斯特鐘錶公司（Lancaster Watch Company）而成立。於1969年結束在美國製造。通過一系列的兼併和收購，漢米爾頓鐘錶公司成為一個多元化的企業集團，但隨後被整合到斯沃琪集團。目前，該品牌是世界上最大的手錶製造商和營銷商-斯沃琪集團旗下20多個手錶品牌中之一。

## 成立初期
Hamilton的首個產品系列是名為"the Broadway Limited"的懷錶。在二十世紀初期(1900s)，漢米爾頓被美國鐵路部門揀選為指定計時，因而獲得"鐵路計時"(Railway Watch)的稱號。

## 歷史

### 1892–1969
漢米爾頓接替了三家鐘錶公司在賓夕法尼亞州蘭卡斯特的同一工廠製造鐘錶，包括Lancaster鐘錶公司。漢米爾頓鐘錶公司的前身是賓夕法尼亞州蘭開斯特的Keystone標準手錶有限公司，由Abram Bitner於1886年開始收購Lancaster手錶公司的工廠。Keystone製造的手錶採用獲得專利的“防塵”設計，使用小型丙烯酸 覆蓋手錶上唯一的開口。Keystone一直存在到1891年，而後該公司被出售給漢米爾頓鐘錶公司。

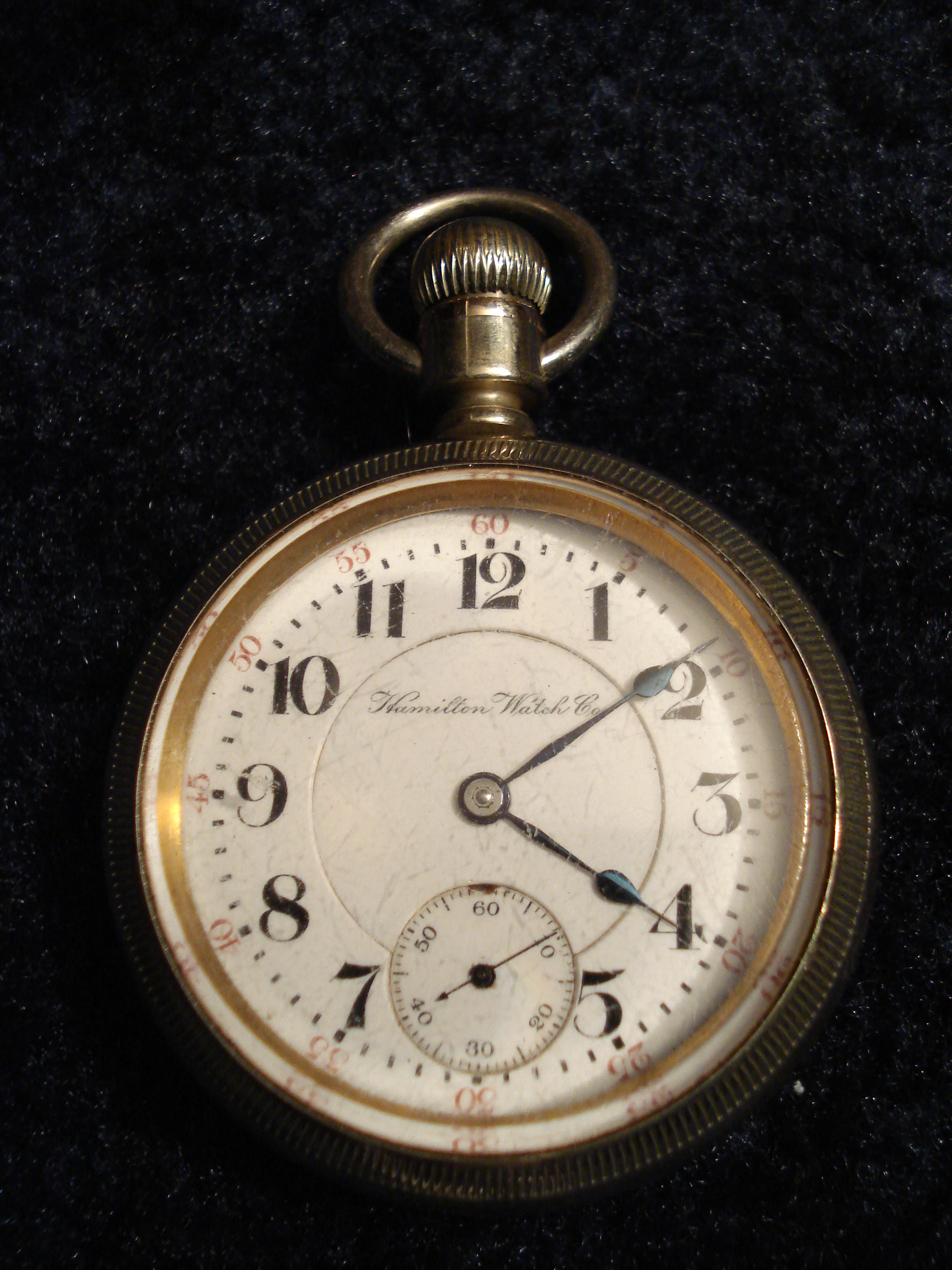
漢米爾頓的懷錶，1904年

漢米爾頓鐘錶公司成立於1892年，之後收購破產的Keystone標準鐘錶公司。同年，伊利諾州的 Aurora Watch Company 也合併為Keystone。新公司的名稱最初是“哥倫比亞”，但當發現沃特伯里鐘錶公司已經註冊了該名稱時，1892年11月召集了股東會議，並選擇了一個新名稱。該公司以詹姆斯·漢米爾頓（律師）的兒子安德魯·漢米爾頓（Andrew Hamilton）命名，安德魯·漢米爾頓是蘇格蘭出生的律師，是該工廠建成在蘭卡斯特後的第一位所有人。
在美國鐵路擴張期間，漢米爾頓佔據了超過56％的市場份額。鐵路公司購買了漢米爾頓的全部產品。隨著第一次世界大戰後市場從懷錶轉向手錶，該公司製造了手錶。在第二次世界大戰期間，漢米爾頓重新調整其商業模式，專為軍隊服務。
漢米爾頓名下製造的第一塊手錶是1893年的18尺寸17顆寶石懷錶。在漢米爾頓剛成立的前十五年裡，只生產了兩種尺寸的機芯--18尺寸和16尺寸。

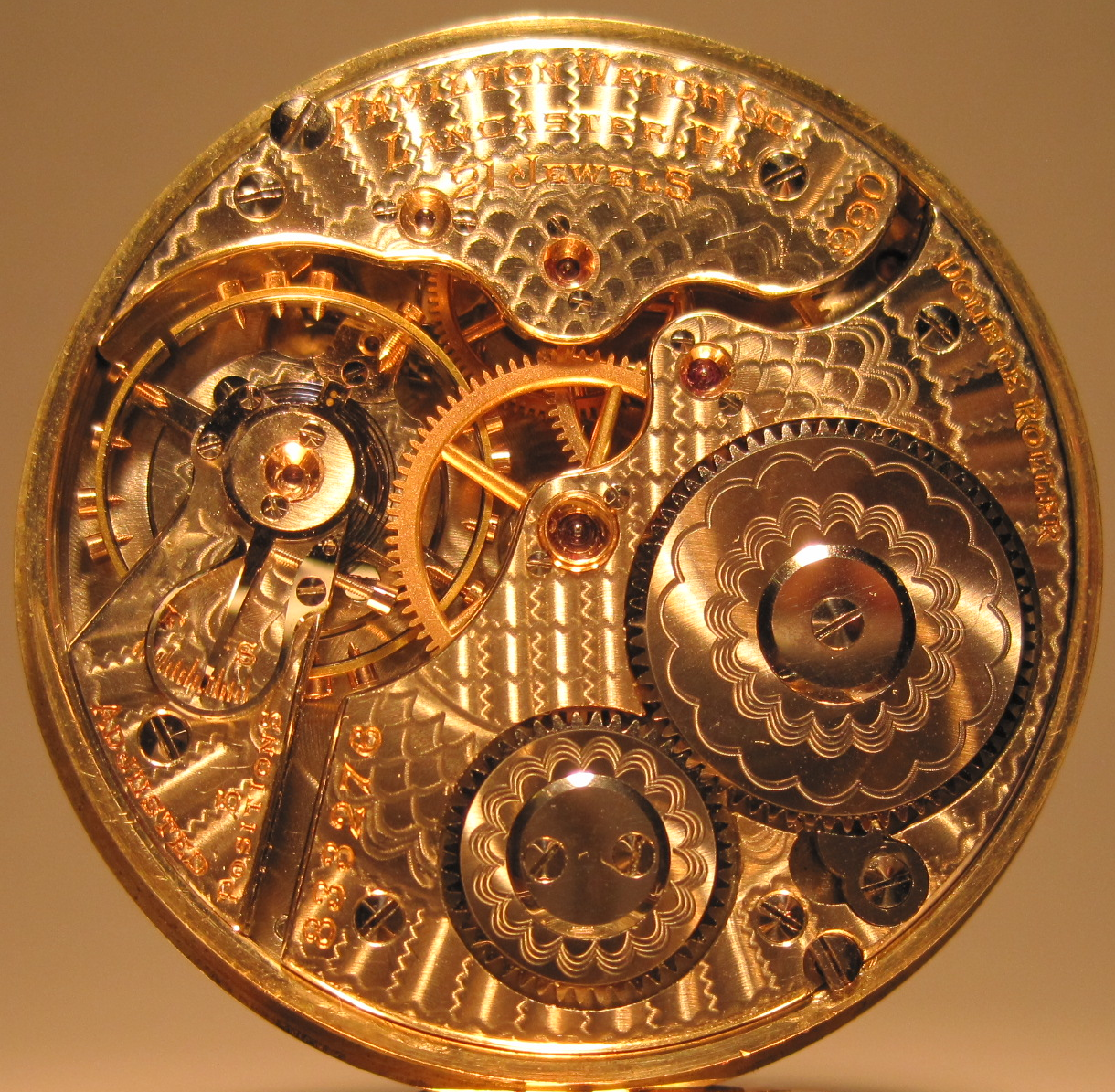
漢米爾頓990機芯,1910年。

該公司的第一個懷錶系列百老匯有限公司（Broadway Limited）作為“鐵路精確度表”（Watch of Railroad Accuracy）進行銷售，漢米爾頓通過製作精確的鐵路手錶而受到歡迎。漢米爾頓於1917年推出其首款手錶，旨在吸引參加第一次世界大戰的軍人，並包含最初為女士腕錶設計的尺寸17珠寶983機芯。1928年，漢米爾頓從John Whitfield Bunn和Jacob Bunn的繼承人那裡購買了超過500萬美元的Illinois Watch Company。一些最具收藏價值的早期漢米爾頓腕錶包括The Oval，The Tonneau，The Rectangular，The Square Enamel，The Coronado，The Piping Rock，The Spur，The Glendale，The Pinehurst，The Langley，The Byrd，The Cambridge，the Barrel“ B ”和The Flintridge。許多型號都有純金和金色錶殼，雖然很少見，但像Grant這樣的手錶都是用銀製成的。

### 20世紀50年代
這段期間是作為美國手錶製造巨頭的最後十年，而後被收購。
1951年，漢米爾頓拒絕了Benrus手錶公司的惡意收購要約。失敗的收購行動在漢米爾頓鐘錶公司與Benrus Watch公司間造成衝突，聯邦訴訟在聯邦反對領域被認為是具有里程碑意義的案件——信託判例法。
1955年，漢米爾頓為Astra-Gnome概念提供了一個“天體時區時鐘，允許飛行型導航” ，這是2000年汽車的樣子。
1957年，漢米爾頓推出了世界上第一款電子錶 Hamilton Electric 500. 它有各種非傳統的不對稱錶殼樣式包括由Richard Arbib設計的Ventura 。這部手錶由埃爾維斯普雷斯利（Elvis Presley）佩戴，其中還有電影“ 藍色夏威夷 ”（Blue Hawaii）也曾出現過。

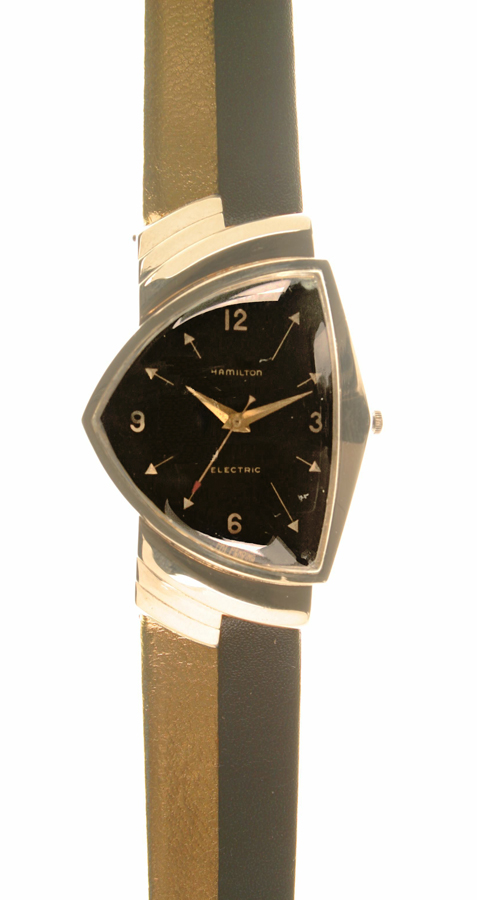
漢米爾頓文圖拉，1957年。

1962年，漢米爾頓與日本製錶公司理光（Ricoh）成立了一家合資企業（由漢米爾頓擁有60％股權），主要生產主要面向日本市場的電子錶。電子元件由漢米爾頓蘭開斯特工廠生產，機械工程和最終組裝的生產在日本進行。雖然漢米爾頓 - 理光手錶的生產量很高（每月超過1000），但需求量很低，因此，漢米爾頓 - 理光的合作關係無法與精工的大量市場競爭相抗衡。該夥伴關係於1965年解散，其餘的Hamilton-Ricoh電子機芯（標有“理光555E”）重新裝入“Vantage”並在美國銷售

### 1969-1974
1966年，漢米爾頓獲得了布倫鐘錶公司所有的工廠和技術。從1966年到1969年，漢米爾頓蘭卡斯特和布倫的工廠作為一個大家關注的焦點，漢米爾頓使用了許多瑞士機芯為他們的“美國”手錶和布倫利用漢米爾頓蘭開斯特製造的許多組件。正是在這段時間裡，漢米爾頓開始有選擇地將高度創新的Buren微型轉子機芯加入到少數特定的高階的手錶中，此外還有普通風格和傳統機械手錶。
Buren（現為Hamilton / Buren）微型轉子是第一款獲得專利的自動腕錶機芯，可消除大多數自動上弦手錶固有的外部擺錘重量。相反，它使用了一個小得多的重量，完全集成到機芯的底盤。這種設計允許一個非常纖薄的自動手錶仍然保持中間掃描秒針。UniversalGenève還設計了微型轉子概念，用於同時在其Polerouter系列時計中使用。雖然Buren於1954年獲得了專利設計而Universal Geneve於1955年5月申請了專利，但“第一次微型轉子運動”的官方稱號在一些鐘錶愛好者中仍然存在爭議。
1969年，漢米爾頓手錶公司完全結束美國的製造業務，其在賓夕法尼亞州蘭開斯特的工廠倒閉，製造業務轉移到在瑞士布倫的工廠。
從1969年到1972年，漢米爾頓的子公司布倫鐘錶公司在瑞士生產所有新的漢米爾頓手錶。1971年，布倫鐘錶公司品牌重新獲得在瑞士地所有權，到1972年，由於布倫-漢米爾頓鐘錶公司產品的興趣和銷售減少，布倫-漢米爾頓鐘錶公司合夥企業解散，工廠被清算。
1974年5月16日，漢米爾頓品牌被出售給SSIH（是之後的斯沃琪集團）。

### 20世紀70年代至今
1971年，Omega＆Tissot控股的公司SociétéSuissepour l'IndustrieHorlogère（SSIH）購買了漢米爾頓品牌，並利用漢米爾頓品牌進行了多項品牌推廣活動，其中包括20世紀80年代的眾多石英錶。漢米爾頓鐘錶部門成為HMW(Hamilton Watch)的子公司(Hamilton Watch Company在將Watch部門出售給SSIH時更名為HMW)。由位於賓夕法尼亞州蘭開斯特的漢米爾頓鐘錶公司的John Bergey領導的團隊開發了世界上第一款數位手錶Pulsar。通過SSIH和ASUAG集團於1984年的合併，漢米爾頓成為斯沃琪集團的子公司。

## 船用計時器
在第二次世界大戰期間，消費者手錶的生產被停止，製造的所有手錶都被運往軍隊。超過一百萬隻手錶被送往海外。該公司在大量生產航海計時器和甲板手錶方面非常成功，以滿足美國海軍和其他盟軍海軍的需求。Model 21漢米爾頓首先製造並配備了鏈條驅動器，然後是22型.22型有一個傳統的主發條，有傳統的雙箱和甲板表。21和22型具有兩天的動力儲備，兩者的運動都標記為美國海軍艦艇局。模型22也被美國陸軍使用在一些標誌著美國軍隊的背面，但所有22型機芯都標記為美國海軍艦艇局。Model 23是一款16尺寸懷錶錶殼，黑色錶盤; 儘管有懷錶錶殼，但它還是一款手錶。4992b型號採用16尺寸錶殼，黑色錶盤。它被用作美國軍方的懷錶，具有21顆寶石軸承。

## 航天領域

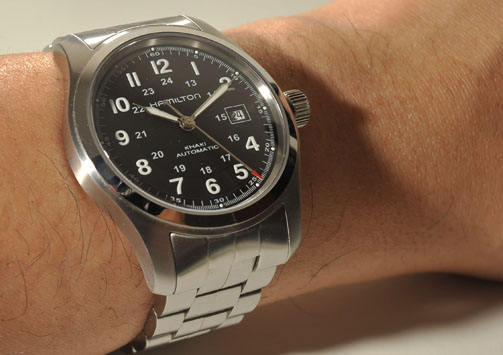
Hamilton Khaki Field H70515137

1919年，漢米爾頓被美國空郵部門揀選為指定計時，為當時往返華盛頓， 費城及紐約的空郵機隊提供計時。
在二次大戰期間，民用手錶被停止生產，工廠全線生產軍用手錶，而超過百萬隻手錶更送到海外。在1957年，Hamilton發行世界首款使用電池驅動的手錶；及於1976年五月六日，亦生產出世界第一款的跳字手錶。
漢彌爾頓鐘錶公司已於1969年關閉，而現在Hamilton品牌由瑞士史華曲集團(Swatch Group)擁有。

## 外部連結
- 官方网站
- History, Serial Numbers and Production Dates for Hamilton Watches （页面存档备份，存于）
- Watch Factories of America Past and Present: A complete history of watchmaking in America, from 1809 to 1888 （页面存档备份，存于） Henry G. Abbott, Geo. K. Hazlitt & Co., 1888.